# Marcos Gelabert
Marcos Agustín Gelabert (* 19. September 1981 in General Pico, Argentinien) ist ein ehemaliger argentinischer Fußballspieler.
Der zentrale Mittelfeldspieler spielte bei Estudiantes de La Plata, ehe er 2006 zum FC St. Gallen wechselte. Im Sommer 2008 wechselte er zum FC Basel und unterschrieb dort einen Dreijahresvertrag. Im Sommer 2010 schloss sich Gelabert Neuchâtel Xamax an, bei dem er erneut einen auf drei Jahre befristeten Vertrag unterzeichnete. Dieser verlor allerdings im Januar 2012 seine Gültigkeit, nachdem Xamax zunächst die Lizenz entzogen worden war und der Klub wenig später Konkurs anmeldete. Er kehrte nach Argentinien zurück und schloss sich Estudiantes de La Plata an. Nach weiteren Stationen in seinem Heimatland beendete er 2022 seine Karriere.

## Titel und Erfolge
FC Basel
- Schweizer Meister: 2010
- Schweizer Cupsieger: 2010